# Eleição municipal de Macaé em 2016
A eleição municipal de Macaé em 2016 foi realizada para eleger um prefeito, um vice-prefeito e 17 vereadores no município de Macaé, no estado brasileiro de Rio de Janeiro.
O Dr. Aluízio, do PMDB, foi reeleito em 2016 como prefeito de Macaé, no Rio de Janeiro. Ganhou a eleição com 63.397 votos (58,95%). Em segundo lugar ficou o vereador Chico Machado, do PDT, com 27.193 votos (25,28%). Tanto Aluízio Júnior quanto Vandré Guimarães tomaram posse dos cargos de prefeito e vice-prefeito, respectivamente.
Seguindo a Constituição, os candidatos são eleitos para um mandato de quatro anos a se iniciar em 1º de janeiro de 2017. A decisão para os cargos da administração municipal, segundo o Tribunal Superior Eleitoral, contou com 156 976 eleitores aptos e 35 081 abstenções, de forma que 22.35% do eleitorado não compareceu às urnas naquele turno.

## Antecedentes
Aluízio foi eleito pela primeira vez como prefeito de Macaé em 2012, pelo PV, com 70.693 votos (65,62%). Em segundo lugar ficou o deputado estadual Christino Áureo, do PSD, com 30.391 votos (28,21%).

## Campanha
Petróleo é a maior atividade econômica de Macaé, também conhecida como "Capital do Petróleo". A segunda maior atividade é o turismo. Em entrevista com a G1, Aluízio, o então candidato a prefeito de Macaé em 2016, foi questionado quanto a suas propostas no que diz respeito as duas principais atividades econômicas.
Com relação a necessidade de suprir a queda na arrecadação dos royalties do petróleo o candidato declarou: "Trabalhar para que Macaé seja mais eficiente e discutir o papel e o tamanho da máquina pública é fundamental. É preciso fortalecer e diversificar a economia, o que faremos com base em três vocações: logística, conhecimento e turismo. Para isso, é prioritário nosso investimento em infraestrutura." Em 2017 a Petrobras apoiou a campanha do prefeito “Menos royalties, mais emprego”. E quanto ao turismo afirmou: "Trabalhar na vocação turística da cidade é base do nosso tripé de desenvolvimento. Para isso, estamos melhorando a infraestrutura da cidade, que é fundamental para oferecer conforto, e vamos melhorar os acessos e o fomento dos roteiros turísticos da região serrana e dos polos gastronômicos da cidade."

## Resultados

### Eleição municipal de Macaé em 2016 para Prefeito
A eleição para prefeito contou com 6 candidatos em 2016: Danilo Funke Leme do Rede Sustentabilidade (REDE), Francisco Alves Machado Neto do Partido Democrático Trabalhista (PDT), Aluízio dos Santos Júnior do Movimento Democrático Brasileiro (MDB), Igor Paes Nunes Sardinha do Partido Republicano Brasileiro (PRB), Leonardo Esteves da Silva do Partido Socialismo e Liberdade (PSOL), Pedro Vilas-Bôas Souza do Partido Socialista dos Trabalhadores Unificado (PSTU) que obtiveram, respectivamente, 6 907, 27 193, 63 397, 10 052, 0, 304 votos. O Tribunal Superior Eleitoral também contabilizou 22.35% de abstenções nesse turno.
| Candidato(a)                       | Vice                                | Coligação                                                      | Votos recebidos | Percentual |
| ---------------------------------- | ----------------------------------- | -------------------------------------------------------------- | --------------- | ---------- |
| Aluízio dos Santos Júnior (MDB)    | Vandré de Araújo Guimarães          | Macaé Não Pode Parar                                           | 63397           | 58.78%     |
| Francisco Alves Machado Neto (PDT) | Andre Longobardi                    | De Mãos Dadas Por Macaé                                        | 27193           | 25.21%     |
| Igor Paes Nunes Sardinha (PRB)     | Amaro Luiz Alves da Silva           | Um Novo Caminho                                                | 10052           | 9.32%      |
| Danilo Funke Leme (REDE)           | Marcio Valerio Schueler de Souza    | Ainda Existe uma Esperança                                     | 6907            | 6.4%       |
| Pedro Vilas-Bôas Souza (PSTU)      | Tania Maria Coelho Graniço de Faria | Partido Socialista dos Trabalhadores Unificado (sem coligação) | 304             | 0.28%      |
| Leonardo Esteves da Silva (PSOL)   | Luciana Lora Ramos                  | Partido Socialismo e Liberdade (sem coligação)                 | 0               | 0%         |

### Eleição municipal de Macaé em 2016 para Vereador
Na decisão para o cargo de vereador na eleição municipal de 2016, foram eleitos 17 vereadores com um total de 109 562 votos válidos. O Tribunal Superior Eleitoral contabilizou 5 101 votos em branco e 7 232 votos nulos. De um total de 156 976 eleitores aptos, 35 081 (22.35%) não compareceram às urnas .
| Nome                               | Partido político                           | Coligação                 | Votos recebidos | Percentual |
| ---------------------------------- | ------------------------------------------ | ------------------------- | --------------- | ---------- |
| Welberth Porto de Rezende          | Partido Popular Socialista (PPS)           | Somos Todos Macaé         | 3907            | 3.57%      |
| Nilton Cesar Pereira Moreira       | Partido Republicano da Ordem Social (PROS) | Somos Todos Macaé         | 3390            | 3.09%      |
| Carlos Augusto Garcia Assis        | Movimento Democrático Brasileiro (MDB)     | Macaé no Caminho Certo    | 3210            | 2.93%      |
| Júlio César de Barros              | Movimento Democrático Brasileiro (MDB)     | Macaé no Caminho Certo    | 2906            | 2.65%      |
| George Coutinho Jardim             | Movimento Democrático Brasileiro (MDB)     | Macaé no Caminho Certo    | 2772            | 2.53%      |
| José Queiroz dos Santos Neto       | Partido Trabalhista Cristão (PTC)          | Macaé Mais Humana         | 2507            | 2.29%      |
| Márcio Soares Bittencourt          | Movimento Democrático Brasileiro (MDB)     | Macaé no Caminho Certo    | 2484            | 2.27%      |
| Maxwell Souto Vaz                  | Solidariedade (SD)                         | Macaé Quer Compromisso    | 2441            | 2.23%      |
| Paulo Fernando Martins Antunes     | Movimento Democrático Brasileiro (MDB)     | Macaé no Caminho Certo    | 2396            | 2.19%      |
| Alan Mansur Pereira                | Partido Republicano Brasileiro (PRB)       | Construindo um Novo Tempo | 2076            | 1.89%      |
| Renata Thomaz de Oliveira          | Partido Social Cristão (PSC)               | Macaé Quer Compromisso    | 2055            | 1.88%      |
| Eduardo Cardoso Gonçalves da Silva | Partido Popular Socialista (PPS)           | Somos Todos Macaé         | 1961            | 1.79%      |
| Marcel Silvano da Silva Souza      | Partido dos Trabalhadores (PT)             | Construindo um Novo Tempo | 1908            | 1.74%      |
| Valdemir da Silva Souza            | Partido Humanista da Solidariedade (PHS)   | Macaé Mais Humana         | 1523            | 1.39%      |
| José Franco de Muros               | Partido Popular Socialista (PPS)           | Somos Todos Macaé         | 1509            | 1.38%      |
| Luiz Fernando Borba Pessanha       | Avante (AVANTE)                            | Macaé Quer Palavra        | 1283            | 1.17%      |
| Marvel Paolino Maillet             | Rede Sustentabilidade (REDE)               | Pela Mudança Verdadeira   | 1142            | 1.04%      |

## Análise
As propostas do prefeito Aluízio estão principalmente voltadas para as demandas de infraestrutura (segurança, saúde e educação) para atrair investimentos. Segundo ele: "A infraestrutura é o centro do desenvolvimento de qualquer cidade. Avançamos muito nesses últimos anos, principalmente na questão da mobilidade. No entanto, muito ainda precisa ser feito", declarou em entrevista. O prefeito defende o modelo Parceria Público Privada para questões de infraestrutura como saneamento básico.
Recentemente o prefeito foi criticado pelo deputado Chico Machado que o acusou de "entregar a água da nossa cidade para uma empresa multinacional ou nacional que só visa o lucro". O prefeito também sofre uma ação civil pública por nepotismo.